# Socialistas Democráticos da América
Socialistas Democráticos da América (em inglês: Democratic Socialists of America, DSA) é uma organização política multi-tendência de orientação democrática, socialista, social democrata e trabalhista nos Estados Unidos. É muitas vezes afiliada a outros partidos políticos e/ou organizações. Membro da Internacional Socialista (IS) desde sua fundação em 1982, a DSA votou por deixá-la em agosto de 2017, pela aceitação da SI de políticas econômicas que a DSA percebeu como neoliberais.

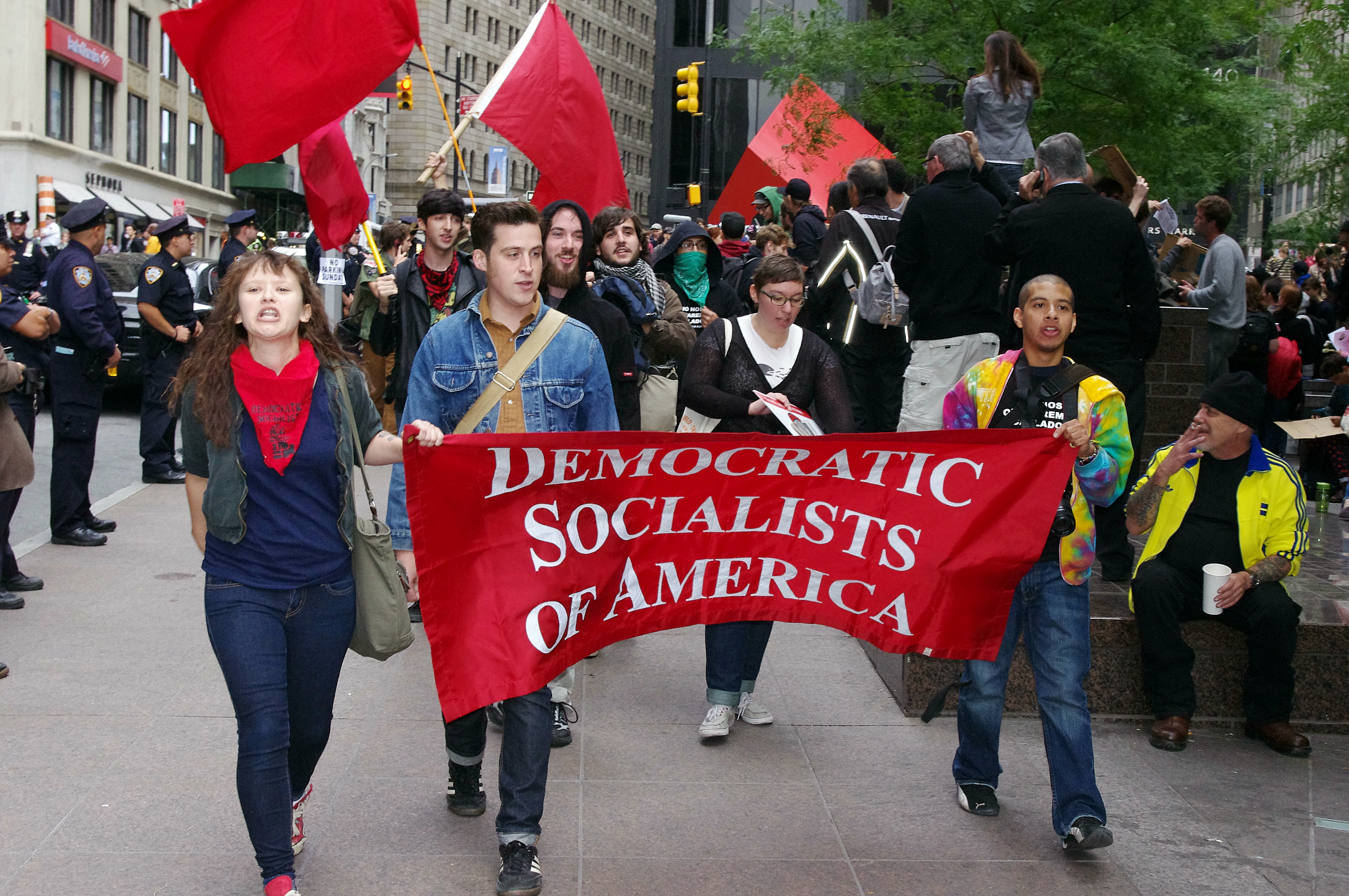
Membros do DSA marchando durante o Occupy Wall Street em 2011

O DSA tem suas raízes no Partido Socialista da América (SPA), cujos líderes mais proeminentes incluíam Eugene V. Debs, Norman Thomas e Michael Harrington. Em 1973, Harrington, líder de uma facção minoritária que se opôs a guinada à direita da SPA e sua transformação em Social-Democrats, USA (SDUSA) durante a convenção nacional do partido em 1972, formou o Democratic Socialist Organizing Committee (DSOC). Outra facção que se dividiu após a convenção foi o Partido Socialista dos EUA (SPUSA), que permanece um partido político independente. O DSOC, nas palavras de Harrington  "o remanescente de um remanescente", logo tornou-se o maior grupo socialista democrático nos Estados Unidos. Em 1982, fundiu-se com a New American Movement (NAM), uma coalizão de intelectuais com raízes nos movimentos da Nova Esquerda dos anos 1960 e ex-membros de partidos socialistas e comunistas da esquerda tradicional, para formar a DSA.
Inicialmente, a organização consistia de cerca de 5.000 ex-membros do DSOC e 1.000 ex-membros do NAM . Após a fundação do DSA, Harrington e a autora socialista feminista  Barbara Ehrenreich foram eleitos co-presidentes da organização. O DSA não lança seus próprios candidatos nas eleições, mas em vez disso, "luta por reformas [...] que irão enfraquecer o poder das empresas multinacionais e aumentar o poder do povo trabalhador". Essas reformas incluem reduzir a influência do dinheiro na política, capacitar pessoas comuns em ambientes de trabalho e na economia e reestruturar relações culturais e de gênero a serem mais igualitárias. A organização, por vezes, tem endossado candidatos democratas, notavelmente Walter Mondale, Jesse Jackson, John Kerry, Barack Obama e Bernie Sanders — e o candidato do Partido Verde, Ralph Nader.
O DSA é não só, de longe, a maior organização socialista nos Estados Unidos no século XXI, mas também a maior organização socialista nos Estados Unidos em mais de um século. Até o final de 2017, o número de filiados havia subido para 32.000, principalmente devido ao influxo de jovens em reação à presidência de Donald Trump. Em julho de 2018, a adesão atingiu 47,000 e o número de capítulos locais aumentou de 40 para 181. Em 2021 a adesão atingiu mais de 92.000 membros e 228 locais.  A idade média de seus membros é de 33 anos, em comparação a 68, em 2013. Na eleição de 2017, quinze candidatos membros da DSA foram eleitos em treze estados, notadamente Lee Carter na câmara dos Delegados da Virgínia, somando-se aos vinte membros já ocupando cargos eletivos em todo o país.